# Vivonne
Pour les articles homonymes, voir Vonne (homonymie).

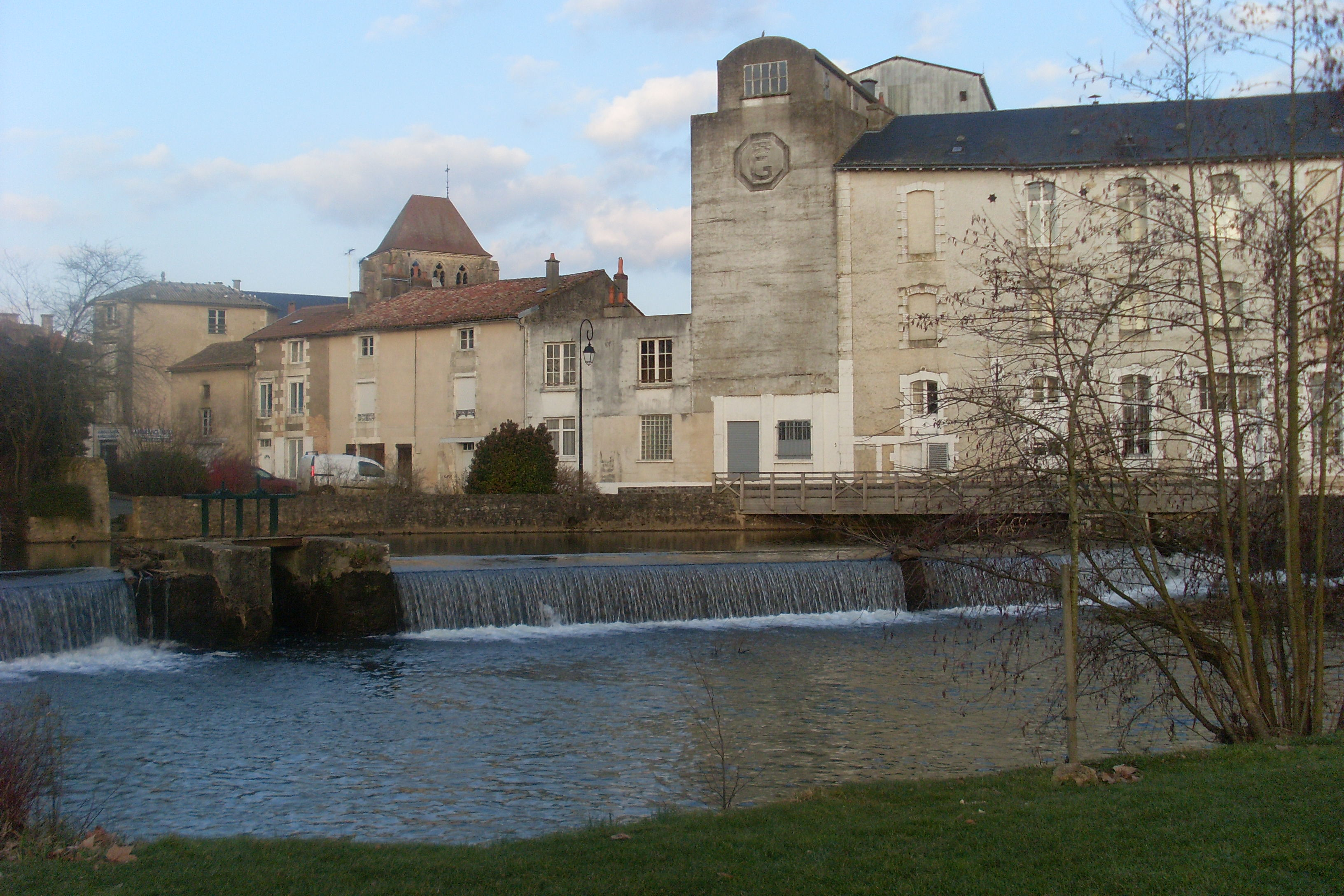

Vivonne est une commune du Centre-Ouest de la France, située dans le département de la Vienne (région Nouvelle-Aquitaine).
La commune de Vivonne est labellisée Village étape depuis 2003.
Dans le patois local, la coutume est de prononcer « Vivaune » (vivon).

## Géographie

### Localisation
Les habitants de Vivonne sont les Vivonnois(es).
De par sa superficie, Vivonne est la 38e commune du département de la Vienne.

### Communes limitrophes
| Marçay                             | Iteuil       | Aslonnes        |
| Marigny-Chemereau                  | Vivonne      | Château-Larcher |
| Celle-Lévescault Valence-en-Poitou | Voulon Anché | Marnay          |

### Géologie et relief
Le paysage de la commune de Vivonne est caractérisé par des plaines vallonnées plus ou moins boisées, des bocages et des vallées. Le sol est composé de calcaire dans les vallées, les terrasses alluviales et les plaines. Il couvre 55 % du territoire. L'argile à silex peu profonde qui se trouve sur les plateaux du seuil du Poitou couvre 40 %, et les Terres Rouges, 1 %. Le reste, soit 4 %, est occupé par l'agglomération.

### Hydrographie
La commune de Vivonne est baignée par pas moins de quatre rivières : le Clain, la Vonne, le Palais et la Clouère.
16,5 km de cours parcourent, ainsi, la commune. Les rivières principales sont le Clain pour une longueur de 9,3 km, le Palais pour une longueur de 4,2 km et la Vonne pour une longueur de 2,7 km. La commune se situe en zone de répartition des eaux, où l'on observe une insuffisance chronique des ressources en eau par rapport aux besoins. Par ailleurs, elle est concernée par le classement en zones sensibles, où une élimination plus poussée des paramètres azote et/ou phosphore présents dans les eaux usées est nécessaire pour lutter contre les phénomènes d'eutrophisation.
L'importance et le nombre des cours d'eau expliquent la récurrence des inondations et des coulées de boue : en 1982, 1983, 1992, 1994, 1995, 1999, 2003, 2005 et 2010.
92 mares ont été répertoriées sur l'ensemble du territoire communal (30 000 recensées dans le Poitou et les Charentes). Ces mares ont été créées par l'homme, notamment pour répondre aux besoins en eau des habitants (mares communautaires), du cheptel ou à la suite d'activités extractives (argile, marne, pierres meulières). Très riches au niveau botanique, elles jouent un rôle majeur pour les batraciens (tritons, grenouilles), les reptiles (couleuvres) et les libellules. Elles sont un élément symbolique du patrimoine rural et du maintien de la biodiversité en zone de plaine et de bocage.

### Climat
Pour des articles plus généraux, voir Climat de la Nouvelle-Aquitaine et Climat de la Vienne.
Historiquement, la commune est exposée à un climat océanique du nord-ouest.  
En 2020, Météo-France publie une typologie des climats de la France métropolitaine dans laquelle la commune est exposée à un climat océanique altéré et est dans la région climatique  Poitou-Charentes, caractérisée par un bon ensoleillement, particulièrement en été et des vents modérés.
Pour la période 1971-2000, la température annuelle moyenne est de 11,9 °C, avec une amplitude thermique annuelle de 14,8 °C. Le cumul annuel moyen de précipitations est de 764 mm, avec 11,2 jours de précipitations en janvier et 6,9 jours en juillet. Pour la période 1991-2020, la température moyenne annuelle observée sur la station météorologique la plus proche, située sur la commune de Lusignan à 10,86 km à vol d'oiseau, est de 12,1 °C et le cumul annuel moyen de précipitations est de 814,4 mm,. Pour l'avenir, les paramètres climatiques de la commune estimés pour 2050 selon différents scénarios d'émission de gaz à effet de serre sont consultables sur un site dédié publié par Météo-France en novembre 2022.

## Urbanisme

### Typologie
Au 1er janvier 2024, Vivonne est catégorisée bourg rural, selon la nouvelle grille communale de densité à sept niveaux définie par l'Insee en 2022.
Elle appartient à l'unité urbaine de Vivonne, une unité urbaine monocommunale constituant une ville isolée,. Par ailleurs la commune fait partie de l'aire d'attraction de Poitiers, dont elle est une commune de la couronne,. Cette aire, qui regroupe 97 communes, est catégorisée dans les aires de 200 000 à moins de 700 000 habitants,.

### Occupation des sols
L'occupation des sols de la commune, telle qu'elle ressort de la base de données européenne d’occupation biophysique des sols Corine Land Cover (CLC), est marquée par l'importance des territoires agricoles (71,7 % en 2018), en diminution par rapport à 1990 (74,7 %). La répartition détaillée en 2018 est la suivante : 
terres arables (51,4 %), forêts (20,5 %), zones agricoles hétérogènes (10,9 %), prairies (9,3 %), zones urbanisées (5,9 %), zones industrielles ou commerciales et réseaux de communication (1,4 %), milieux à végétation arbustive et/ou herbacée (0,7 %). L'évolution de l’occupation des sols de la commune et de ses infrastructures peut être observée sur les différentes représentations cartographiques du territoire : la carte de Cassini (XVIIIe siècle), la carte d'état-major (1820-1866) et les cartes ou photos aériennes de l'IGN pour la période actuelle (1950 à aujourd'hui).

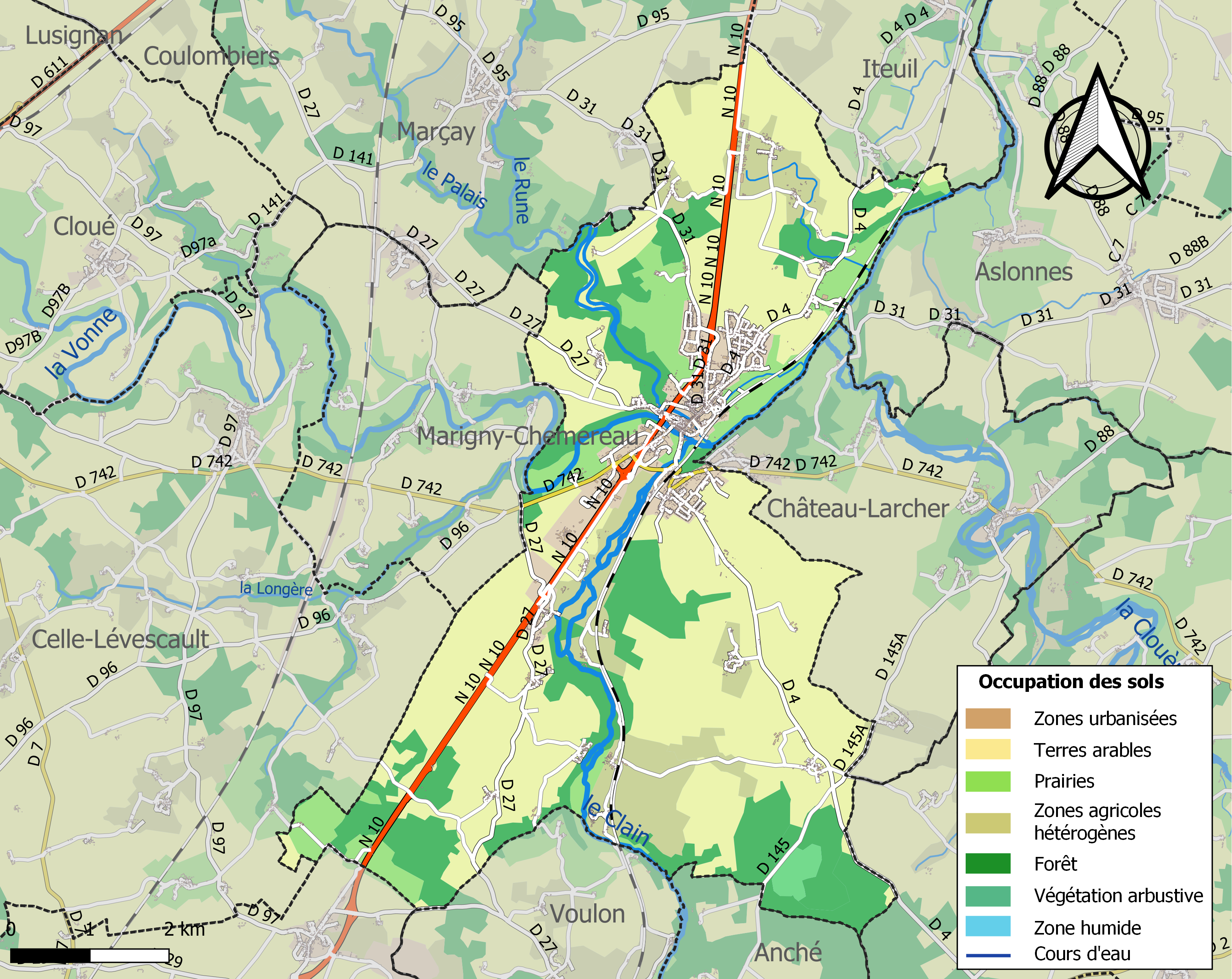
Carte des infrastructures et de l'occupation des sols de la commune en 2018 (CLC).

### Voies de communication et transports
Vivonne est située à 20 km au sud de Poitiers sur la route d'Angoulême (route nationale 10), également entre Paris et Bordeaux à respectivement 343 km et 207 km de ces deux villes.
Vivonne est desservie par le train (halte). Les autres haltes les plus proches sont celles de Iteuil-Centre à 7,3 km, d'Anché-Voulon à 9,1 km, de Ligugé à 11,4 km et celle de Lusignan à 11,6 km.
L'aéroport le plus proche est l'aéroport de Poitiers-Biard situé à 17,8 km.

### Risques majeurs
Le territoire de la commune de Vivonne est vulnérable à différents aléas naturels : météorologiques (tempête, orage, neige, grand froid, canicule ou sécheresse), inondations, mouvements de terrains et séisme (sismicité modérée). Il est également exposé à un risque technologique,  le transport de matières dangereuses. Un site publié par le BRGM permet d'évaluer simplement et rapidement les risques d'un bien localisé soit par son adresse soit par le numéro de sa parcelle.

#### Risques naturels
Certaines parties du territoire communal sont susceptibles d’être affectées par le risque d’inondation par débordement de cours d'eau, notamment le Clain, la Vonne, le Palais et la Clouère. La commune a été reconnue en état de catastrophe naturelle au titre des dommages causés par les inondations et coulées de boue survenues en 1982, 1983, 1992, 1993, 1995, 1999 et 2010,.

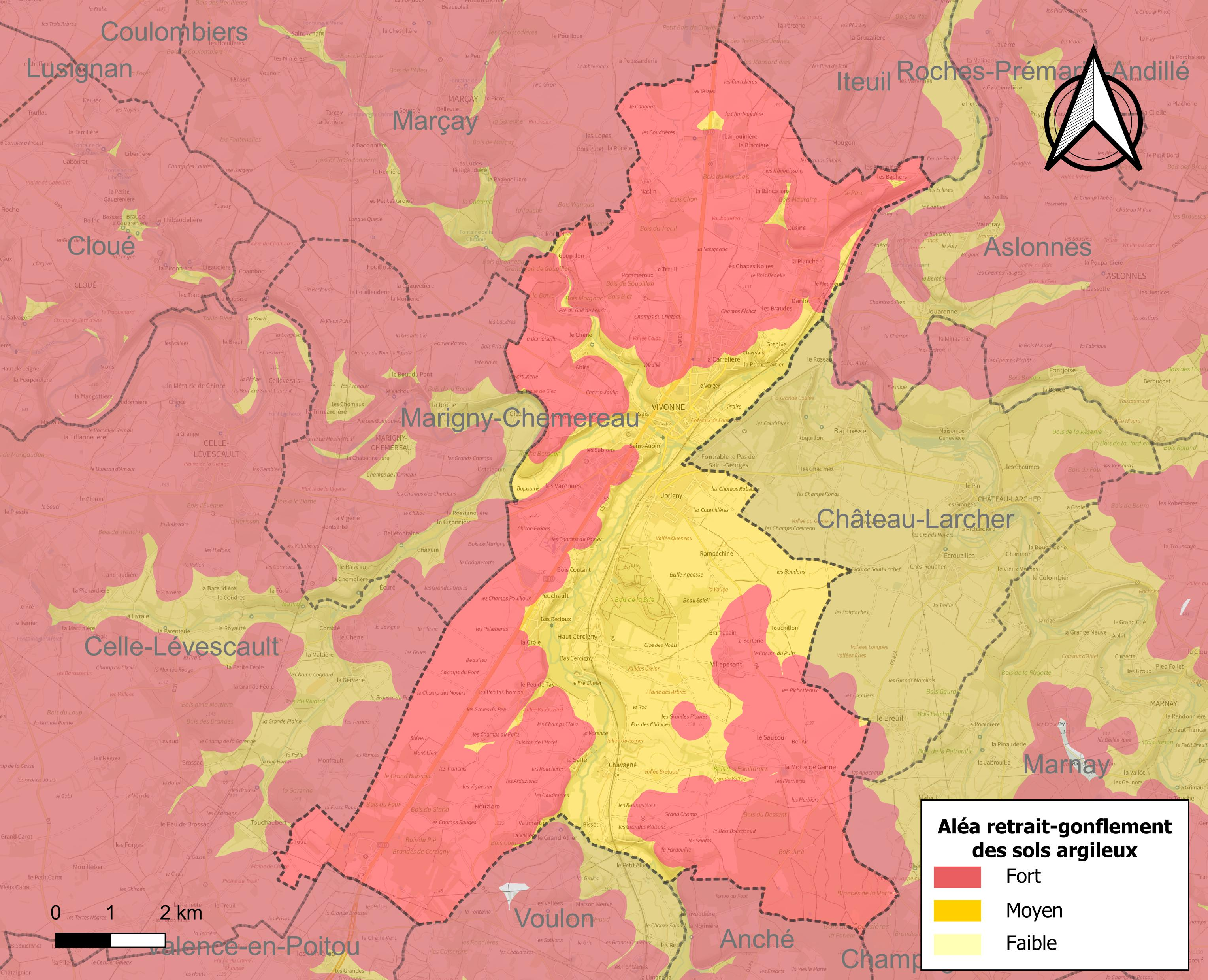
Carte des zones d'aléa retrait-gonflement des sols argileux de Vivonne.

Les mouvements de terrains susceptibles de se produire sur la commune sont des affaissements et effondrements liés aux cavités souterraines (hors mines) et des tassements différentiels. Afin de mieux appréhender le risque d’affaissement de terrain, un inventaire national permet de localiser les éventuelles cavités souterraines sur la commune. Le retrait-gonflement des sols argileux est susceptible d'engendrer des dommages importants aux bâtiments en cas d’alternance de périodes de sécheresse et de pluie. La totalité de la commune est en aléa moyen ou fort (79,5 % au niveau départemental et 48,5 % au niveau national). Depuis le 1er octobre 2020, en application de la loi ÉLAN, différentes contraintes s'imposent aux vendeurs, maîtres d'ouvrages ou constructeurs de biens situés dans une zone classée en aléa moyen ou fort,.
La commune a été reconnue en état de catastrophe naturelle au titre des dommages causés par la sécheresse en 2003, 2005, 2011 et 2017 et par des mouvements de terrain en 1999 et 2010.

## Histoire
Vivonne a donné son nom à une famille très ancienne famille du Poitou, qui s'est alliée aux maisons de La Châtaigneraie et de Rochechouart, dont :
- François de Vivonne, seigneur de La Châtaigneraie (1520-1547), qui mourut à la suite de ses blessures après le fameux duel contre Gui de Chabot Jarnac qui lui infligea le célèbre « coup de Jarnac » ;
- Jean de Vivonne (1530-1599), maréchal de France (1585). Avec sa mort, la branche ainée de cette famille s'est éteinte ;
- Catherine de Vivonne (1588-1665), devenue par mariage la célèbre marquise de Rambouillet.

Le titre de « duc de Vivonne » (titre de duc à brevet) fut créé en 1668 pour Louis Victor de Rochechouart de Mortemart. Celui-ci devint duc de Mortemart à la mort de son père. Depuis, le titre de « duc de Vivonne » est traditionnellement porté par le second fils après le duc de Mortemart.
Selon une tradition locale, c'est dans l'église de Vivonne que Ravaillac aurait cru communiquer avec Dieu et aurait reçu l'ordre d'assassiner Henri IV.
Vivonne accueille favorablement les avancées de la Révolution française. Elle plante ainsi deux arbres de la liberté, symboles de la Révolution. Il devient le lieu de ralliement de toutes les fêtes et des principaux événements révolutionnaires, comme la fête de la Paix, la fête de l'Être suprême ou la commémoration du prise des Tuileries. Une fois mort, il est remplacé.
Au début de la Seconde Guerre mondiale, Vivonne est à l’abri, loin des frontières, mais ensuite, sa situation sur deux axes de communication (route nationale 10 et voie ferrée Paris - Bordeaux) en font une cible d'attaques aériennes allemandes. Le 21 juin 1940, la Luftwaffe bombarde un convoi de réfugiés, et fait plusieurs morts.
Durant l'été 1944, les aviations alliées mènent de nombreuses opérations de strafing (mitraillage) : des chasseurs patrouillent sur les axes (voies ferrées, routes principales) à la recherche de cibles d’opportunité. C’est ainsi que le tunnel du Bâché est bombardé le 13 août par un Mosquito du 151e squadron de la Royal Air Force, qui est abattu par la Flak. Le 31 août, c’est un Dauntless du groupe de bombardement GB 1/18 Vendée de l’armée de l'air française, basé à Toulouse-Balma, qui mitraille un convoi allemand à Vivonne. Touché par la DCA, il se pose en catastrophe. Le mitrailleur est tué, le pilote, blessé, est caché par les habitants de Marigny-Chémereau, malgré les menaces et les bastonnades des Allemands. Le pilote est ensuite évacué via Limoges. Il sera de retour à sa base le 3 septembre.
Dans le patois local, la coutume est de prononcer « Vivaune », il est donc de mise pour ne pas créer de conflits de le prononcer de la sorte. Dans l'histoire de Vivonne, il était conté, que si vous aviez le malheur de prononcer « Vivonne » en bon français (comme nonne, bonne, sonne), et non « Vivaune » en présence d'un élu ou d'un bourgeois, vous étiez cloué au pilori, où d'autres supplices pouvaient vous être infligés.
En bref Vivonne se prononce comme il s'écrit, avec la bonne phonétique, et libre à chacun de le prononcer à sa guise.
Source HISTORIQUE A.SUIGA/Archives Nationales et départementales réf 0407/83

## Politique et administration

### Liste des maires
| Période                                  | Période          | Identité                               | Étiquette   | Qualité |
| ---------------------------------------- | ---------------- | -------------------------------------- | ----------- | --- |
| 1876                                     | 1878             | M. Mezil                               |             | Adjoint assurant les fonctions de maire |
| février 1878                             | avril 1882       | Louis Xavier Martin                    | Républicain | Conseiller général du canton de Vivonne (1880 → 1886)                                                                                            |
| 1882                                     | 1903 (démission) | Esteban Parent de Curzon               | Monarchiste | Conseiller général du canton de Vivonne (1886 → 1892)                                                                                            |
| 1903                                     | 1931             | Antony de La Débutrie                  |             | |
| 1931                                     | 1941             | Louis Roussel                          |             | |
| 1941                                     | mai 1943         | M. Artas                               |             | |
| mai 1943                                 | octobre 1947     | François Tillette de Clermont-Tonnerre |             | Officier Nommé par le préfet |
| octobre 1947                             | mai 1953         | Auguste Gautreau                       |             | |
| mai 1953                                 | mars 1965        | M. de Clermont-Tonnerre                |             | |
| mars 1965                                | mars 1971        | Jean Vergnon                           | DVD         | Conseiller général du canton de Vivonne (1964 → 1976)                                                                                            |
| mars 1971                                | mars 1977        | Marcel Paineau                         |             | |
| mars 1977                                | mars 1983        | M. Sauvage                             |             | |
| mars 1983                                | juin 1995        | Marcel Paineau                         |             | |
| juin 1995                                | mars 2001        | Robert Geay                            | DVD         | Commerçant Conseiller général du canton de Vivonne (1994 → 2008)                                                                                 |
| mars 2001                                | mai 2020         | Maurice Ramblière                      | DVD         | Retraité de la fonction publique Conseiller général du canton de Vivonne (2008 → 2015) Vice-président du conseil général de la Vienne (? → 2015) |
| mai 2020                                 | En cours         | Rose-Marie Bertaud                     | LR          | Conseillère départementale du canton de Vivonne (2015 → )                                                                                        |
| Les données manquantes sont à compléter. |                  |                                        |             | |

### Instances judiciaires et administratives
La commune relève du tribunal d'instance de Poitiers, du tribunal de grande instance de Poitiers, de la cour d'appel  Poitiers, du tribunal pour enfants de Poitiers, du conseil de prud'hommes de Poitiers, du tribunal de commerce de Poitiers, du tribunal administratif de Poitiers et de la cour administrative d'appel  de  Bordeaux, du tribunal des pensions de Poitiers, du tribunal des affaires de la Sécurité sociale de la Vienne, de la cour d’assises de la Vienne.
En 2009, une prison de 560 places est construite. C'est la deuxième du département de la Vienne après celle de « La Pierre Levée » à Poitiers.

### Services publics
Les réformes successives de La Poste ont conduit à la fermeture de nombreux bureaux de poste ou à leur transformation en simple relais. Toutefois, la commune a pu maintenir le sien.

### Politique environnementale
Depuis le 12 septembre 2013, la commune est signataire de la charte Terre Saine « Votre commune sans pesticides ». La charte Terre Saine Poitou-Charentes invite les communes et les établissements publics intercommunaux à participer à la réduction des pesticides et à la préservation d'un environnement sain en région Poitou-Charentes.
Il y a une déchetterie présente sur la commune de Vivonne.
Dans son palmarès 2024, le Conseil national de villes et villages fleuris de France a attribué deux fleurs à la commune.

### Jumelage
La commune de Vivonne est jumelée avec la commune de Maella située en Aragon (Espagne) ainsi que la commune de Lohra en Allemagne.

## Population et société

### Démographie
L'évolution du nombre d'habitants est connue à travers les recensements de la population effectués dans la commune depuis 1793. Pour les communes de moins de 10 000 habitants, une enquête de recensement portant sur toute la population est réalisée tous les cinq ans, les populations de référence des années intermédiaires étant quant à elles estimées par interpolation ou extrapolation. Pour la commune, le premier recensement exhaustif entrant dans le cadre du nouveau dispositif a été réalisé en 2004.

En 2022, la commune comptait 4 505 habitants, en évolution de +4,33 % par rapport à 2016 (Vienne : +0,6 %, France hors Mayotte : +2,11 %).
| 1793  | 1800  | 1806  | 1821  | 1831  | 1836  | 1841  | 1846  | 1851  |
| ----- | ----- | ----- | ----- | ----- | ----- | ----- | ----- | ----- |
| 2 059 | 2 258 | 2 204 | 2 469 | 2 700 | 2 708 | 2 661 | 2 810 | 3 488 |

| 1856  | 1861  | 1866  | 1872  | 1876  | 1881  | 1886  | 1891  | 1896  |
| ----- | ----- | ----- | ----- | ----- | ----- | ----- | ----- | ----- |
| 2 736 | 2 618 | 2 414 | 2 290 | 2 361 | 2 378 | 2 456 | 2 452 | 2 493 |

| 1901  | 1906  | 1911  | 1921  | 1926  | 1931  | 1936  | 1946  | 1954  |
| ----- | ----- | ----- | ----- | ----- | ----- | ----- | ----- | ----- |
| 2 432 | 2 442 | 2 393 | 2 176 | 2 174 | 2 125 | 2 106 | 2 201 | 2 173 |

| 1962  | 1968  | 1975  | 1982  | 1990  | 1999  | 2004  | 2006  | 2009  |
| ----- | ----- | ----- | ----- | ----- | ----- | ----- | ----- | ----- |
| 2 336 | 2 362 | 2 675 | 2 817 | 2 955 | 3 028 | 3 045 | 2 975 | 3 197 |

| 2014  | 2019  | 2022  | - | - | - | - | - | - |
| ----- | ----- | ----- | - | - | - | - | - | - |
| 4 209 | 4 409 | 4 505 | - | - | - | - | - | - |

Les dernières statistiques démographiques pour la commune de Vivonne ont été fixées en 2009 et publiées en 2012. La mairie administre une population totale de 3 250 personnes. À cela il faut soustraire les résidences secondaires (53 personnes) pour constater que la population permanente sur la commune de 3 197 habitants.
Selon l'Insee, la population était composée en 2004 à 48,2 % d'hommes (48,1 % en 1999) et à 51,8 % de femmes (51,9 % en 1999). Vivonne est la 18e ville la plus peuplée du département de la Vienne. Elle se trouve au 3208e rang national. De 1999 à 2004, sa population a connu une croissance de 5,6 %.
L'évolution des naissances et décès de 1968 à 2007 est la suivante (INSEE ):
- Entre 1999 et 2007 : 276 naissances et 245 décès.
- Entre 1990 et 1999 : 289 naissances et 292 décès.
- Entre 1982 et 1990 : 329 naissances et 255 décès.
- Entre 1975 et 1982 : 252 naissances et 215 décès.
- Entre 1968 et 1975 : 280 naissances et 198 décès.

L'évolution des naissances et décès de 1999 à 2008 est la suivante (INSEE) :
- en 2008 : 36 naissances et 31 décès.
- en 2007 : 29 naissances et 44 décès.
- en 2006 : 31 naissances et 29 décès.
- en 2005 : 32 naissances et 32 décès.
- en 2004 : 33 naissances et 34 décès.
- en 2003 : 30 naissances et 31 décès.
- en 2002 : 35 naissances et 27 décès.
- en 2001 : 34 naissances et 28 décès.
- en 2000 : 36 naissances et 29 décès.
- en 1999 : 45 naissances et 35 décès.

La répartition de la population de Vivonne par âge en 2007 est la suivante selon l'INSEE :
- de 0 à 14 ans : 522 habitants (570 en 1999).
- de 15 à 29 ans : 506 habitants (547 en 1999).
- de 30 à 44 ans : 598 habitants (677 en 1999).
- de 45 à 59 ans : 640 habitants (487 en 1999).
- de 60 à 74 ans : 429 habitants (463 en 1999).
- de 75 ans ou plus : 355 habitants (284 en 1999).

La répartition de la population de Vivonne par sexe en 2007 est la suivante : 
- Le nombre d'hommes habitant en 2007 était de 1 475.
- Le nombre de femmes habitant en 2007 était de 1 576.

La répartition de la population par âge et par sexe en 2007 est la suivante (INSEE) :
- de 0 à 19 ans : hommes 358 et femmes 353.
- de 20 à 64 ans : hommes 862 et femmes 868.
- de 65 ans et plus : hommes 255 et femmes 354.

Le nombre de célibataires était, en 2004, de 30,7 % dans la population.
Les couples mariés représentaient 53,5 % de la population.
Les divorcés représentaient 6 %.
Le nombre de veuves et veufs était de 9,8 % à Vivonne.
En 2008, selon l’INSEE, la densité de population de la commune était de 74 hab./km2, 61 hab./km2 pour le département, 68 hab./km2 pour la région Poitou-Charentes et 115 hab./km2 pour la France.

### Enseignement
- Centre d'accueil de mineurs de la communauté de communes de Vonne et Clain.
- Il y a quatre établissements scolaires à Vivonne :

1. École maternelle publique
2. École primaire privée Sainte-Jeanne-Élisabeth
3. École primaire publique Langevin-Wallon
4. Collège Frédéric-et-Irène-Joliot-Curie

La commune dépend de l'académie de Poitiers et les écoles primaires de l'inspection académique de la Vienne.

## Économie
Le nombre d'établissements actifs au 31 décembre 2010 (INSEE) :
Part de l'agriculture : 9,2 %
Part de l'industrie : 7,2 %
Part de la construction : 7,8 %
Part du commerce, transports et services divers : 58,8 %
Part de l'administration publique, enseignement, santé et action sociale, en 17 %

### L'agriculture
Selon la direction régionale de l'Alimentation, de l'Agriculture et de la Forêt, il n'y a plus que 28 exploitations agricoles en 2010 contre 41 en 2000.
Les surfaces agricoles utilisées ont diminué et sont passées de 2 691 hectares en 2000 à 2 431 hectares en 2010 dont 958 sont irrigables.
41 % des surfaces agricoles sont destinées à la culture des céréales (2/3 des surfaces pour le blé tendre et 1/3 pour l'orge et le maïs), 37 % pour les oléagineux (colza essentiellement et un peu de tournesol), 25 % pour le fourrage et 14 % reste en herbe. En 2000, 3 hectares (0 en 2010) étaient consacrés à la vigne.
17 exploitations en 2010 (contre 18 en 2000) abritent un élevage de bovins (2 295 têtess en 2010 contre 1 597 têtes en 2000). C’est un des troupeaux de bovins les plus importants de la Vienne qui rassemblent 48 000 têtes en 2011. Cinq exploitations en 2010 (contre six en 2000) abritent un petit élevage d'ovins (71 têtes en 2010 contre 192 têtes en 2000). L'élevage de volailles est stagne : 1 282 têtes en 2000 répartis sur seize fermes contre 1 268 têtes en 2010 répartis sur seulement huit fermes. Les élevages de caprins ont disparu au cours de cette décennie (631 têtes réparties sur 3 fermes en 2000). Cette disparition est révélatrice de l’évolution qu’a connu, en région Poitou-Charentes, cet élevage au cours des deux dernières décennies: division par trois du nombre d’exploitations, augmentation des effectifs moyens par élevage (38 chèvres en 1988, 115 en 2000), division par dix des chèvreries de  10 à 50 chèvres qui représentaient 50 % des troupeaux en 1988, et multiplication par six des élevages de plus de 200 chèvres qui regroupent, en 2000, 45 % du cheptel. Cette évolution a principalement pour origine la crise de surproduction laitière de 1990-1991 qui, en parallèle des mesures incitatives, a favorisé des départs d’éleveurs en préretraite.

### Le secteur de l'édition
Les Éditions Terre d'Images qui éditent le magazine « Image & Nature », créé par Laurent Giraud sont installées dans la zone artisanale des Sablons à Vivonne. Le mensuel "Image & Nature" est un magazine pour les photographes passionnés de Nature, le no 1 de la presse photo nature en Europe (certifié par l'OJD).

### Le commerce
Vivonne reste une ville commerçante importante malgré sa proximité de Poitiers et de ces grands centres commerciaux. Un marché important a lieu deux fois par semaine : le mardi et le samedi sur le Champ de Foire (50 exposants). Elle abrite selon l'INSEE en 2009 aussi : un hypermarché, quatre boucheries-charcuteries, deux opticiens, deux magasins de vêtements, une horlogerie, une épicerie, trois fleuristes, deux boulangeries, une droguerie-quincaillerie, une maison de la presse et une librairie indépendante.

### Le tourisme
Le tourisme joue aussi un rôle non négligeable. La commune est labellisée comme "Station Verte". Elle est aussi "Village Étape". De nombreux sentiers balisés font de Vivonne un lieu agréable pour la randonnée tant à pied qu'à VTT. La rivière est idéale pour le kayak. La piscine, ouverte, est fort appréciée des vacanciers et des habitants du bourg.

### L'emploi
Le bassin d'emplois de Vivonne représente 1 306 emplois en 2007 selon l'INSEE, répartis sur 203 sociétés dont 92 dans le secteur immobilier.
Le taux de chômage selon l'INSEE : 
- en 1999 : 9,8 % ;
- en 2004 : 8,4 % ;
- en 2009 : 6,2 %.

Les retraités et les préretraités représentaient 26 % de la population en 2004 (21,1 % en 1999).
Le taux d'activité était :
- en 1999 : 69,9 % ;
- en 2004 : 74,1 % ;
- en 2009 : 75,6 %.

Emploi total (salarié et non salarié) au lieu de travail en 2009 (INSEE) : 678.	
Nombre de demandeurs d'emploi de catégorie A (personnes sans emploi et recherchant activement un emploi), B (personnes recherchant un emploi et ayant exercé une activité de 78 h ou moins au cours du mois), C (personnes recherchant un emploi et ayant exercé une activité de plus de 78 h au cours du mois) au 31 décembre 2011 (Pôle emploi) : 178.

## Culture locale et patrimoine

### Lieux et monuments

#### Patrimoine religieux
L'église Saint-Georges est une ancienne prieurale du XIIIe siècle, reconstruite en 1264. Elle a été classée monument historique en 1912.

#### Patrimoine civil
- Maison du XVe dite le prieuré Saint-Georges situé derrière l'église. La porte et la fenêtre de style gothique de la tour sont classées (monument historique France) : inscription par arrêté du 15 avril 1935. Présence d'un escalier à vis, d'une sculpture d'angle et d'une cheminée gothique monumentale.
- Le château de Cercigny et sa chapelle à 3 km au sud de Vivonne. C'est un château du XIVe siècle qui fut reconstruit au XVIIe siècle et restauré au XIXe siècle. Il a appartenu à la famille Rochechouart jusqu'au XVIIIe siècle. Le château a été en partie détruit pendant la guerre de Cent Ans et les guerres de Religion. Une partie de la demeure fut reconstruite après ces périodes de troubles, au XVIIe siècle. L'édifice est composé d'un bâtiment central qui est l'ancien châtelet d'entrée du XIVe siècle et qui a été réaménagé au cours du XIXe siècle. Il est complété par  trois ailes rectangulaires entièrement remodelées au XIXe et XXe siècles. Elles sont disposées bout à bout, en arc de cercle. La chapelle dédiée à Notre Dame de Consolation fut bénie en 1678. En 1983, la chapelle à l'abandon est achetée par Jacques Boucheny et restaurée[43]. Le pigeonnier nord est considéré comme l'un des plus importants du département de la Vienne et comprend 3 300 boulins. Le châtelet d'entrée a été inscrit comme Monument historique en 1993 et la chapelle et le pigeonnier l'ont été en 1998.
- Le château de la Planche à 4 km au nord-est de Vivonne, date du XVe siècle. La porte et la tourelle sont inscrits comme Monument historique depuis 1946.
- Le manoir de Jorigny, près du bourg qui date du XVIIe siècle. L'escalier, la cheminée, les élévations, la toiture et le décor intérieur sont inscrits comme Monument historique depuis 1973.

#### Patrimoine naturel
Certains espaces naturels de la commune ont un intérêt écologique reconnu, et sont ainsi classés en tant que :
- zone naturelle qui a été classée d’intérêt écologique, faunistique et floristique (ZNIEFF)[44] : le bois de la Brie qui couvre 1 % du territoire communal,
- espaces naturels sensibles (ENS) qui couvrent 1 % du territoire communal : les bois de la Brie et de Cercigny, et la vallée du Clain Médian.

Le château de Cercigny est inscrit en tant que monument naturel.

##### Le bois de la Brie
À proximité immédiate de Vivonne, le bois de la Brie est une zone naturelle qui a été classée d’intérêt écologique, faunistique et floristique. Elle concerne un vallon encaissé situé au cœur d’un petit massif boisé s’ouvrant à l’ouest sur la vallée du Clain, par-delà le talus de la voie ferrée Paris - Bordeaux.
Il s’agit d’un thalweg d’orientation nord-est/sud-ouest, entaillé dans les strates calcaires du Jurassique, dont le modeste encaissement d’une vingtaine de mètres à peine suffit, cependant, à créer un environnement frais et humide. Le peuplement forestier  est composé de chênes, de charmes, de noisetiers et de buis. La strate herbacée comprend le cortège habituel des bois frais du département, avec des espèces communes telles que la Ficaire ou la Jacinthe des bois, alors que la Digitale jaune et l’Ancolie apportent une tonalité plus méridionale.
L’intérêt biologique du site qui a justifié son classement, réside dans la présence d’une espèce végétale montagnarde d’une grande rareté dans les plaines atlantiques : le Lis martagon. Cette Liliacée bulbeuse possède une tige haute de 40 à 150 cm. Elle porte à son sommet une grappe lâche de 3 à 8 grandes fleurs de couleur rose violacé. Les fleurs sont  penchées vers le sol. Le Lis martagon  est assez commun dans les collines  montagnardes et subalpines du centre, de l’est et du sud de la France. Mais, elle devient rarissime dans les plaines atlantiques en dessous de 300 m.
Au Bois de la Brie, quatre petites colonies de lis martagon existait au début des années 1980. Elles  totalisaient plus d’une centaine de pieds. Au milieu des années 1990, il n’en restait plus qu’une seule. Considéré comme une relique dans nos plaines d’un climat plus froid que l’actuel, le Lis martagon se réfugie systématiquement dans des sites  frais et humides tels que les vallons boisés avec des pentes orientées au nord ou à l’est, comme c’est le cas au Bois de la Brie où, en général, au cours d’une année, seule une fraction des individus arrive à produire des fleurs. Ce qui, en dehors, des destructions humaines, réduit considérablement sa reproduction.
Cette plante est protégée au niveau régional et ne doit pas être cueillie ni arrachée.
Parmi la faune, seuls les oiseaux ont fait l’objet d’un inventaire exhaustif. Il est possible d’observer les oiseaux forestiers communs dans les boisements du département de la Vienne. 23 espèces ont été recensées. Le Bouvreuil pivoine, oiseau peu fréquent dans le département de la Vienne, fait l’objet d’une protection au niveau national.
La Source Marot

### Personnalités liées à la commune
- Louis Victor de Rochechouart de Mortemart, duc de Vivonne, maréchal de France de Louis XIV.

### Héraldique
| Blason | Blasonnement : D'hermine au chef de gueules. |